# The Admiral's Secret
The Admiral's Secret é um filme de comédia britânica de 1934, dirigido por Guy Newall e estrelado por Edmund Gwenn, James Raglan, Hope Davy e Dorothy Black. Foi baseado numa peça de Cyril Campion e filmado no Twickenham Studios.

## Elenco
- Edmund Gwenn - Adm. Fitzporter
- James Raglan - Frank Bruce
- Hope Davy - Pamela Fitzporter
- Aubrey Mather - Capitão Brooke
- Edgar Driver - Sam Hawkins

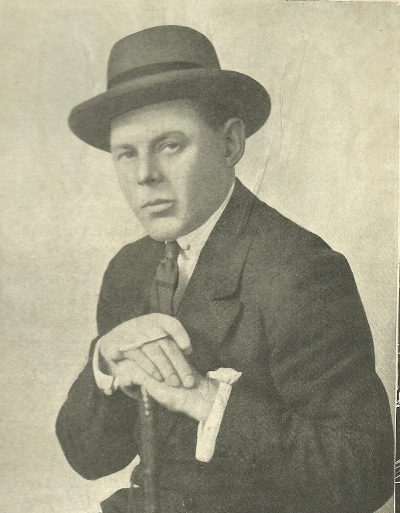
Guy Newall, diretor

- Abraham Sofaer - Don Pablo y Gonzales
- Dorothy Black - Donna Teresa
- Andreas Malandrinos - Guido d'Elvira
- D.J. Williams - Guesta
- Agnes Imlay - Sra. Pinchliffe